# Espacio submandibular
El espacio submandibular es un espacio fascial de la cabeza y el cuello (a veces también llamado espacio fascial o espacio tisular). Es un espacio potencial, y está emparejado a ambos lados, situado en la superficie del músculo mieloide entre los vientres anterior y posterior del músculo digástrico. El espacio corresponde a la región anatómica denominada triángulo submandibular, parte del triángulo anterior del cuello. 

## Ubicación y estructura

### Límites anatómicos
Los límites anatómicos de cada espacio submandibular son:
- el músculo milohioideo en la parte superior
- la piel, la fascia superficial, el músculo platisma y la capa superficial de la fascia cervical profunda, en la parte inferior y lateralmente
- la superficie medial de la mandíbula  en la parte anterior y lateralmente
- el hueso hioides posteriormente
- El vientre anterior del músculo digástrico medialmente.

### Comunicaciones
Las comunicaciones del espacio submandibular son: 
- medial y anterior al espacio submental (ubicado medial a los espacios submandibulares emparejados, separado de ellos por los vientres anteriores de los músculos digástricos).
- posterior y superior al espacio sublingual (ubicado por encima del músculo milohioideo)
- inferiormente al espacio faríngeo lateral

### Contiene
En sanidad, los contenidos del espacio son: 
- la glándula submandibular, que en gran medida llena el espacio,
- ramas de la arteria facial y lingual
- ganglios linfáticos
- nervio craneal XII
- nervio del músculo milohioideo

## Relevancia clínica

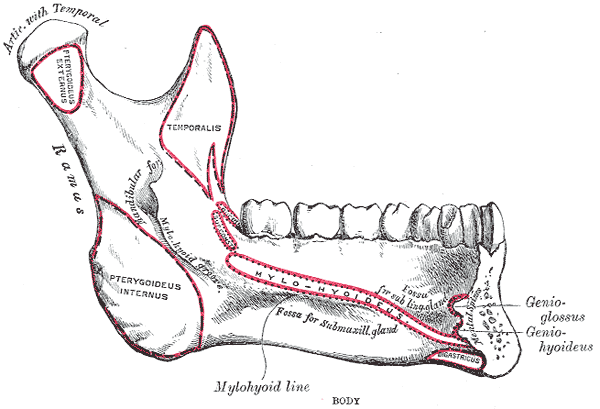
Diagrama de la superficie medial de la mandíbula, que muestra la unión oblicua del milohioideo (la línea del milohioideo). Esta disposición significa que es más probable que los ápices de los dientes posteriores estén por debajo del nivel del milohioideo.

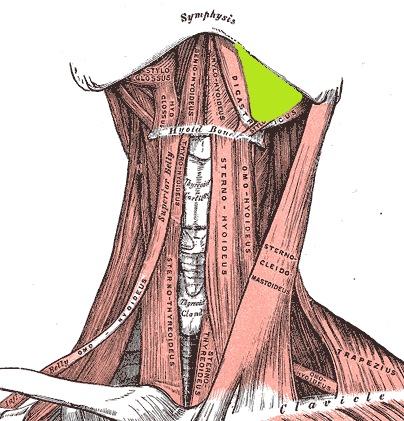
Espacio submandibular izquierdo (se muestra el lado derecho con el músculo digástrico eliminado).

Las infecciones pueden propagarse al espacio submandibular, por ejemplo, las infecciones odontogénicas, a menudo relacionadas con los dientes molares de la mandíbula. Esto se debe a que la unión del mieloide (la línea mieloide) se hace más superior hacia la parte posterior de la mandíbula, lo que significa que es más probable que las raíces de los dientes posteriores estén por debajo del mieloide que por encima.
Los signos y síntomas de una infección en el espacio submandibular pueden incluir trismo (dificultad para abrir la boca), incapacidad para palpar (sentir) el borde inferior de la mandíbula e hinchazón de la cara sobre la región submandibular. 
Si el espacio contiene pus, el tratamiento habitual es mediante incisión y drenaje . El sitio de la incisión es extraoral, y generalmente se hace 2-3 cm debajo y paralelo al borde inferior de la mandíbula. 
La angina de Ludwig es una infección grave que afecta los espacios submandibular, sublingual y submental bilateralmente. La angina de Ludwig puede extenderse a los espacios faríngeo y cervical, y la hinchazón puede comprimir las vías respiratorias y causar disnea (dificultad para respirar).